# Phytomyza nervosa
Phytomyza nervosa este o specie de muște din genul Phytomyza, familia Agromyzidae, descrisă de Friedrich Hermann Loew în anul 1869. Conform Catalogue of Life specia Phytomyza nervosa nu are subspecii cunoscute.